# Merche Romero
Merche Romero Gomes (født Mercé Romero Gomes 27. november 1976 i Andorra la Vella i Andorra) er en portugisisk model og tv-vært.

## Biografi
Merche er både af spansk og portugisisk afstamning, men hun blev født i Andorra og bor og arbejder for det meste i Portugal. Hun er nok mest kendt for at have været kæreste med Manchester United-stjernen Cristiano Ronaldo. Han var 9 år yngre end hende, som gjorde at mange Ronaldo-fans lavede anti-Merche-hjemmesider.

### Personlige liv
Merche var bundet to Cristiano Ronaldo. Der blev tit taget billeder af de to når de var på ferie og andre steder. Det kunne Merche ikke lide. Hun spurgte derfor Cristiano om han ikke kunne fortælle folk om hans forhold med hende og deres private liv. Ronaldo fik aldrig sagt noget til fansne eller journalisterne.
Den 20. september 2006, erklærede Merche deres forhold til ende, da hun blev interviewet af det portugisiske fjernsynsprogram Só Visto!: "Cristiano og jeg er ikke længere sammen."

## Karriere
Da Merche was 15, deltog hun i en skønhedskonkurrence i hendes hjemland, Andorra, hvor hun blev nummer 2. Da Merche begyndte at date Cristiano Ronaldo var hun vært for Portugal no Coração (I Portugals hjerte) på RTP, en portugisisk kanal.
Merche's ældre bror Óscar Romero (skuespiller/sanger/tv-vært) arbejder også i Portugal.